# Statte
Statte es una localidad y comune italiana de la provincia de Tarento, región de Apulia, con 14.666 habitantes.

## Evolución demográfica
| Gráfica de evolución demográfica de Statte entre 1991 y 2001 |
|                                                              |
| Fuente ISTAT - elaboración gráfica de Wikipedia              |